# Christoph Dreier
Christoph Dreier (* 27. April 1981 in Mittersill) ist ein ehemaliger österreichischer Skirennläufer. Seine stärksten Disziplinen waren der Slalom und die Kombination.

## Biografie
Der in Neukirchen am Großvenediger lebende Dreier ist Absolvent der Skihandelsschule Schladming. Im Alter von 13 Jahren wurde er in den Salzburger Landeskader aufgenommen. 1996 erfolgte sein erster Start in einem FIS-Rennen und er wurde in den Nachwuchskader des Österreichischen Skiverbandes (ÖSV) aufgenommen. Da er aber in den nächsten drei Jahren aufgrund mangelnder Erfolge nicht die Kriterien für den Aufstieg in den Europacup-Kader erfüllte, beendete der ÖSV die Zusammenarbeit und Dreier startete wieder für den Salzburger Landesskiverband. Im Jahr 2004 schaffte er aber schließlich die Aufnahme in den ÖSV-Europacup-Kader. 
Im Dezember 2004 erlitt Dreier seine erste schwere Verletzung: er zog sich einen Riss des Syndesmosebandes im rechten Sprunggelenk zu, was für ihn das vorzeitige Saisonende bedeutete. In der folgenden Saison ging es für den Österreicher aber wieder bergauf und am 13. Dezember 2005 gewann er sein erstes Rennen im Europacup, den Slalom auf der Gran Risa in Alta Badia. Am 22. Dezember 2005 erfolgte sein erster Start im Weltcup im Slalom von Kranjska Gora, wo er allerdings im ersten Durchgang ausschied. Er wurde am Ende der Saison 2005/06 mit zwei Siegen Fünfter in der EC-Slalomwertung und stieg in den A-Kader des ÖSV auf.
In der Saison 2006/07 erreichte Dreier in der Superkombination von Beaver Creek mit Rang 19 erstmals Weltcuppunkte. Dieses Resultat blieb während der nächsten vier Jahre auch sein bestes im Skiweltcup. Im März 2007 wurde er Österreichischer Vizemeister im Slalom. Am 11. Jänner 2008 erlitt er in der Kombinationsabfahrt von Wengen erneut eine Sprunggelenksverletzung und musste die Saison beenden. Nach guter Genesung erlitt er beim Slalomtraining in Zermatt im August 2008 einen Riss der Achillessehne und musste die gesamte Saison 2008/09 pausieren.
Nach seiner langen Verletzungspause kehrte er am 7. November 2009 bei den Hallen-Europameisterschaft wieder ins Wettkampfgeschehen zurück. Hierbei belegte er als drittbester Österreicher den elften Rang. Am 17. Jänner 2010 erreichte er im Slalom von Wengen mit Platz 21 seine zu diesem Zeitpunkt zweitbeste Weltcupplatzierung. Im Europacup erreichte er in der Saison 2009/10 wie schon vier Jahre zuvor den fünften Platz in der Slalomwertung. Zu Saisonende wurde er zum zweiten Mal Österreichischer Vizemeister im Slalom. Dennoch wurde er nach dem Winter aus allen Kadern des ÖSV entlassen.
Dreier bekam aber weiterhin die Möglichkeit im Weltcup zu starten. Am 12. Dezember 2010 erreichte er den zehnten Platz im Slalom von Val-d’Isère und damit sein bestes Weltcupresultat. Ihm gelang auch die Rückkehr in den A-Kader des ÖSV. Bei den Weltmeisterschaften 2011 in Garmisch-Partenkirchen – seiner ersten und einzigen Weltmeisterschaftsteilnahme – belegte er Platz 18 im Slalom. Im Winter 2011/12 fuhr Dreier in drei Weltcupslaloms unter die schnellsten 20, wobei sein bestes Ergebnis ein 14. Platz in Wengen war. Dennoch reichten seine Ergebnisse nicht für die Kaderrichtlinien des ÖSV, weshalb er im Mai 2012 seinen Rücktritt bekannt gab.

## Erfolge

### Weltmeisterschaften
- Garmisch-Partenkirchen 2011: 18. Slalom

### Weltcup
- 6 Platzierungen unter den besten 20

### Weltcupwertungen
| Saison  | Gesamt | Gesamt | Slalom | Slalom | Kombination | Kombination |
| Saison  | Platz  | Punkte | Platz  | Punkte | Platz       | Punkte      |
| ------- | ------ | ------ | ------ | ------ | ----------- | ----------- |
| 2006/07 | 109.   | 27     | 55.    | 8      | 30.         | 19          |
| 2009/10 | 129.   | 10     | 51.    | 10     | -           | -           |
| 2010/11 | 103.   | 46     | 35.    | 46     | -           | -           |
| 2011/12 | 87.    | 61     | 32.    | 61     | -           | -           |

### Europacup
- Saison 2005/06: 5. Slalomwertung
- Saison 2009/10: 5. Slalomwertung
- 5 Podestplätze, davon 4 Siege:

| Datum             | Ort            | Land       | Disziplin   |
| ----------------- | -------------- | ---------- | ----------- |
| 13. Dezember 2005 | Alta Badia     | Italien    | Slalom      |
| 6. Februar 2006   | Ordino Arcalis | Andorra    | Slalom      |
| 21. Dezember 2007 | Zauchensee     | Österreich | Super-Kombi |
| 19. Februar 2010  | Monte Pora     | Italien    | Slalom      |

### Weitere Erfolge
- Österreichischer Vizemeister im Slalom 2007 und 2010
- 13 Siege in FIS-Slaloms